# Lysytsjansk
Lysytsjansk (Oekraïens: Лисичанськ) is een stad in de Oekraïense oblast Loehansk.
In 2021 telde Lysytsjansk 95.031 inwoners.
Lysytsjansk werd in 1795 gesticht. De eerste mijn van het Donetsbekken werd hier in 1786 geopend. In 1938 kreeg Lysytsjansk stadsrechten. De stad is ook een belangrijke vestigingsplaats van chemische industrie.
Het heeft een duidelijke Belgische geschiedenis.
Lysytsjansk ligt nabij grote steden als Sjevjerodonetsk en Roebizjne.